# Деркач Олександр Віталійович
Олександр Віталійович Деркач (нар. 31 січня 1960, місто Глухів Сумської області) — український діяч, банкір, 1-й секретар Київського обласного комітету ЛКСМУ. Член ЦК КПУ в грудні 1990 — серпні 1991 р. Кандидат економічних наук (2002).

## Біографія
У 1981 році закінчив дорожньо-будівельний факультет Київського автомобільно-дорожнього інституту за спеціальністю автомобільні шляхи.
Член КПРС з 1981 по 1991 рік.
У 1981—1982 роках — інженер виробничого відділу тресту «Київшляхбуд».
У вересні 1982—1983 роках — інструктор, завідувач відділу комсомольських організацій Броварського міського комітету ЛКСМУ Київської області. У травні 1983—1985 роках — 1-й секретар Броварського міського комітету ЛКСМУ Київської області.
У 1987 році закінчив Вищу партійну школу при ЦК КПУ в місті Києві.
У березні 1987 — вересні 1988 року — завідувач відділу робітничої і сільської молоді Київського обласного комітету ЛКСМУ.
У вересні 1988 — вересні 1989 року — 2-й секретар Київського обласного комітету ЛКСМУ.
У вересні 1989 — 1991 року — 1-й секретар Київського обласного комітету ЛКСМУ.
У березні 1992 — квітні 1998 року — заступник голови правління, 1-й заступник голови правління Акціонерного поштово-пенсійного банку «Аваль».
У 1996 році закінчив Київський державний економічний університет за спеціальністю фінанси і кредит.
У квітні 1998 — 2005 року — голова правління Акціонерного поштово-пенсійного банку «Аваль».
У 2002 році захистив у Київському національному торговельно-економічному університеті кандидатську дисертацію «Управління ліквідністю банку в умовах реформування економіки».
У листопаді 2002 — жовтні 2004 року — член Ради підприємців при Кабінеті Міністрів України.
У 2005—2007 роках — один із засновників та керівників банку «Престиж». Член спостережної ради асоціації «Київський банківський союз».
Потім — один із співвласників «Еталонмолпродукту» та холдингу «Молочний альянс».
Переможець у номінації Банкір року (2000, 2001 рр.) і 2-е місце (2002 р.) за підсумками рейтингу тижневика «Бізнес». Зайняв 1-е місце рейтингу Кращі топ-менеджери у банківському секторі Української інвестиційної газети (2002 рік), увійшов до рейтингу 10 найкращих топ-менеджерів України журналу «Компаньйон».
У 2011 році зайняв 63 місце в рейтингу «Золота сотня» журналу «Кореспондент» ($144 млн). А у списку 200 найбагатших людей України від видання «Фокус» посів 166-й рядок із $51 млн. Forbes оцінив активи підприємця у $184 млн (59 місце серед сотні найбагатших). У 2012 році в «Золотій сотні» «Кореспондента» Олександр Деркач зайняв 94 місце із статком $47 млн. У 2013 році «Фокус» оцінив фінансовий стан Олександра Деркача у $150,5 млн (89 місце рейтингу «200 найбагатіших людей України»).
Одружений. Має двох синів.

## Нагороди
- орден «За заслуги» ІІІ ступеня (.11.2001)